# Metacyrba taeniola
Metacyrba taeniola là một loài nhện trong họ Salticidae.
Loài này thuộc chi Metacyrba. Metacyrba taeniola được Nicholas Marcellus Hentz miêu tả năm 1846.